# 手甲鉤

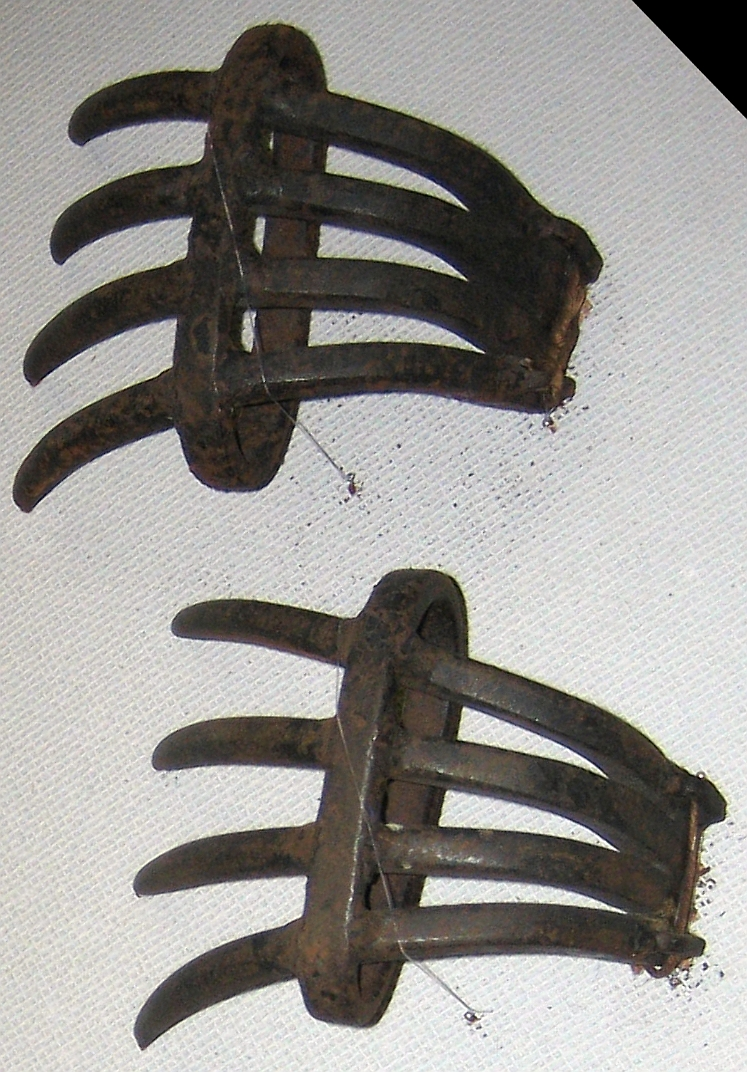
手甲鉤

手甲鉤（てっこうかぎ）は、日本の暗器の一つ。手鉤ともいう。主に忍者が暗殺用として使用している。熊手のようなもので、手の甲に装着するものと掌に隠して装着するものの2種類がある。掌に装着するものは手掌とも呼ばれる。本来は草刈りに使う道具であった。
この爪で敵を攻撃する他、刀を受けたりする防具としても使用することもできる。武器として使用される以外は爪を樹木や石垣に打ち込んで上り下りしたりする登器や堅い土を掘ったり、土塀に穴を空けたりする開器としても使用したりする。
漫画やアニメーションなどのフィクション作品においても、手甲鉤やそれをモチーフにした武器、また手甲鉤を扱うキャラクターが数多く登場する。